# Оподепе (муниципалитет)
Оподепе (исп. Opodepe) — муниципалитет в Мексике, штат Сонора, с административным центром в одноимённом посёлке. Численность населения, по данным переписи 2020 года, составила 2438 человек.

## Общие сведения
Название Opodepe с языка индейцев племени опата можно перевести как — долина железного дерева.
Площадь муниципалитета равна 2224,3 км², что составляет 1,2 % от площади штата, а наиболее высоко расположенное поселение Дос-Насьонес, находится на высоте 1436 метров.
Он граничит с другими муниципалитетами Соноры: на севере с Санта-Аной и Кукурпе, на востоке с Ариспе, Банамичи и Уепаком, на юге с Районом и Карбо, на западе с Бенхамин-Хиллом.

## Учреждение и состав
Муниципалитет был образован 24 мая 1934 года, по данным 2020 года в его состав входит 104 населённых пункта, самые крупные из которых:
| Код INEGI                  | Населённый пункт                                                                 | Численность населения (2005 год) | Численность населения (2010 год) | Численность населения (2020 год) |
| -------------------------- | -------------------------------------------------------------------------------- | -------------------------------- | -------------------------------- | -------------------------------- |
| 045                        | Всего                                                                            | 2634                             | 2878                             | 2438                             |
| 0068                       | Керобаби (исп. Querobabi) 30°02′59″ с. ш. 111°01′17″ з. д.                       | 1816                             | 1988                             | 1584                             |
| 0001                       | Оподепе (исп. Opodepe) 29°55′36″ с. ш. 110°37′52″ з. д. (административный центр) | 332                              | 344                              | 295                              |
| 0047                       | Мересичик (исп. Merésichic) 30°01′48″ с. ш. 110°40′32″ з. д.                     | 176                              | 183                              | 155                              |
| 0108                       | Туапе (исп. Tuape) 30°08′55″ с. ш. 110°41′38″ з. д.                              | 64                               | 75                               | 82                               |
| 0118                       | Санта-Маргарита (исп. Santa Margarita) 29°52′38″ с. ш. 110°36′04″ з. д.          | 59                               | 55                               | 45                               |
| 0065                       | Пуэбло-Вьехо (исп. Pueblo Viejo) 30°05′39″ с. ш. 110°41′51″ з. д.                | 27                               | 20                               | 16                               |
| —                          | Прочие                                                                           | 160                              | 213                              | 261                              |
| Названия на карте Генштаба |                                                                                  |                                  |                                  |                                  |

## Экономическая деятельность
По статистическим данным 2000 года, работоспособное население занято по секторам экономики в следующих пропорциях:
- сельское хозяйство, скотоводство и рыбная ловля — 33,4 %;
- промышленность и строительство — 44,8 %;
- торговля, сферы услуг и туризма — 20,1 %;
- безработные — 1,7 %.

## Инфраструктура
По статистическим данным 2020 года, инфраструктура развита следующим образом:
- электрификация: 95,3 %;
- водоснабжение: 75,7 %;
- водоотведение: 93,8 %.